# 葡萄糖1-脱氢酶 (NADP+)
葡萄糖1-脱氢酶 (NADP+)（EC 1.1.1.119 （页面存档备份，存于）），是一种以NAD+或NADP+为受体、作用于供体CH-OH基团上的氧化还原酶，化学式为：C1275H2035O389N345S8。这种酶能催化以下酶促反应：
D-葡萄糖 + NADP+ {\displaystyle \rightleftharpoons } D-葡萄糖酸-1,5-内酯 + NADH + H+
葡萄糖1-脱氢酶 (NADP+)也能与D-甘露糖、2-脱氧-D-葡萄糖以及2-氨基-2-脱氧-D-甘露糖等反应。